# Cité des Fleurs
Ne doit pas être confondu avec Cité fleurie ou Cité florale.
La cité des Fleurs est un site immobilier desservi par une voie privée, fermée à la circulation publique, dans le 17e arrondissement de Paris.
Elle est située dans le quartier des Épinettes. Deux conventions fondatrices, très précises, ont permis de conserver l'authenticité pittoresque de ce village dans la ville, composé de maisons très diverses dans leur architecture et particulièrement fleuries.

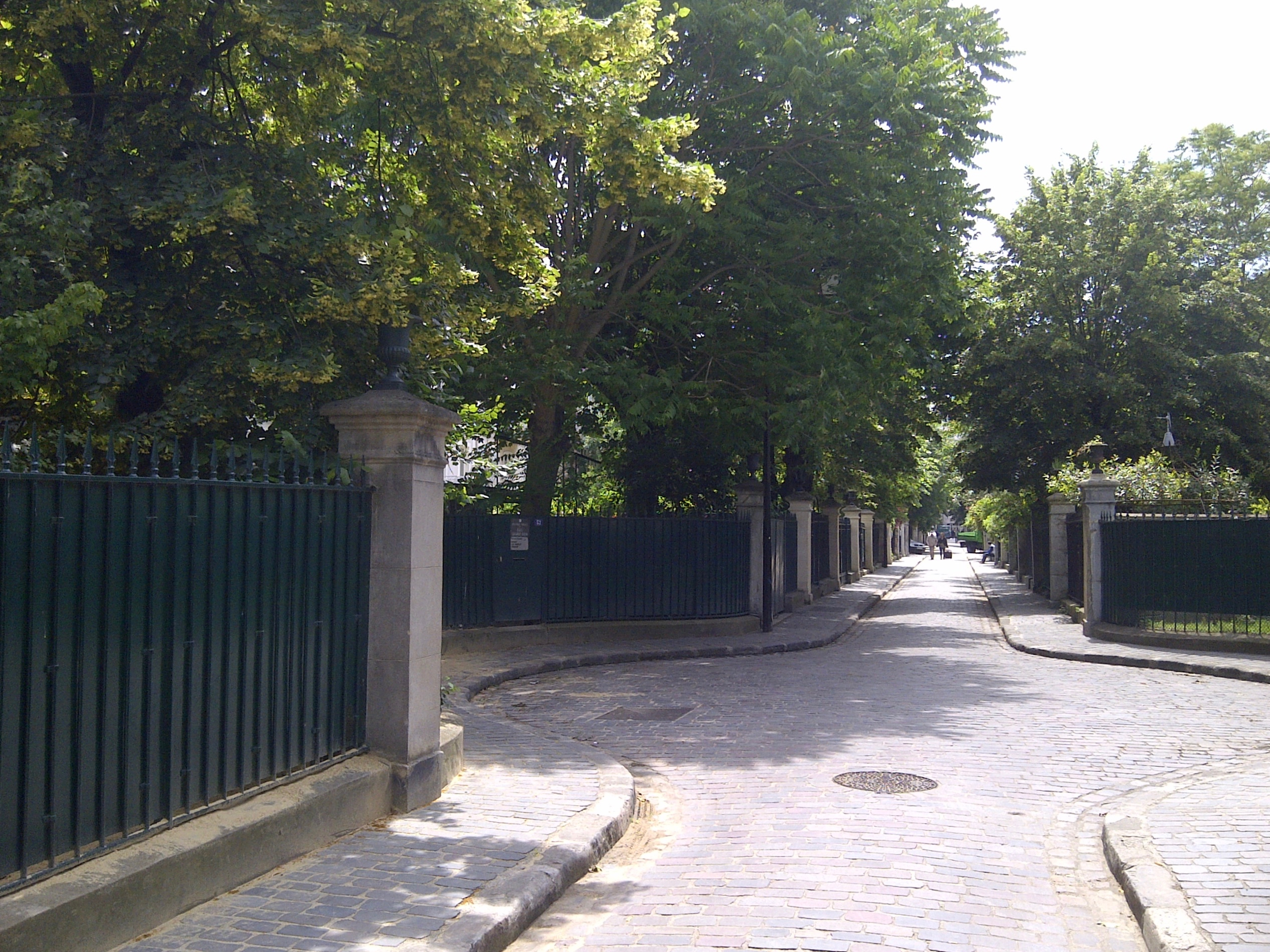
Vue générale de la voie centrale.

La cité des Fleurs relie la rue Guy-Môquet à la rue de La Jonquière. Son entrée se situe à proximité de la station de métro Brochant, sur la ligne 13. L'accès du public y est possible de 7 h à 19 h du lundi au samedi et de 7 h à 13 h les dimanches et jours fériés. Les différents styles de façades des propriétés bourgeoises ainsi que l'atmosphère calme de l'endroit lui confèrent une ambiance de village à l'intérieur même de Paris.

## Origine du nom
Elle porte ce nom car la voie est bordée de jardins.

## Historique
En 1846, Ernest Goüin fonde l'entreprise, baptisée Ernest Goüin et Cie, dans le petit village des Batignolles, au nord de Paris. Il se spécialise dans la construction de locomotives et de machines de filature. Sa société ne cesse de s’accroître et emploie rapidement 2 000 personnes.
Grâce à cet essor, la cité des Fleurs est créée en 1847 par Jean-Edmé Lhenry et Adolphe Bacqueville de La Vasserie en regroupant leurs différentes possessions dans le quartier des Épinettes, alors au-delà du mur des Fermiers généraux donc hors de Paris, mais en deçà de l'enceinte de Thiers et appartenant à la commune de Batignolles-Monceau, la cité des Fleurs s'articule autour d'une voie centrale de 320 mètres bordée de maisons et d'hôtels particuliers et rythmée par trois placettes circulaires. Située à proximité des usines Goüin, les ingénieurs aisés y bâtirent leur demeure.
Les conventions passées en 1847 et 1850 entre les fondateurs pour être appliquées par chaque acquéreur des lots de terrain sont particulièrement détaillées. Elles étaient les documents majeurs des statuts de l'association loi de 1901 réunissant les propriétaires de 1907 à 2010. Ces conventions servent toujours de référence aux nouveaux statuts de l'Association syndicale libre de la cité des Fleurs, qui entrent en vigueur le 1er janvier 2011. Ces statuts définissent, entre autres, l'alignement des façades, le nombre d'étages constructibles, la hauteur des murs mitoyens, la disposition des cours et jardins, les arbres obligatoires, la présence de murets surmontés de grilles de clôture entre les pilastres en pierre de taille, toujours placés en vis-à-vis de part et d'autre de la voie, surmontés d'un vase Médicis d'un modèle unique. Ils contiennent aussi les droits et devoirs applicables aux propriétaires, aux habitants et au public.

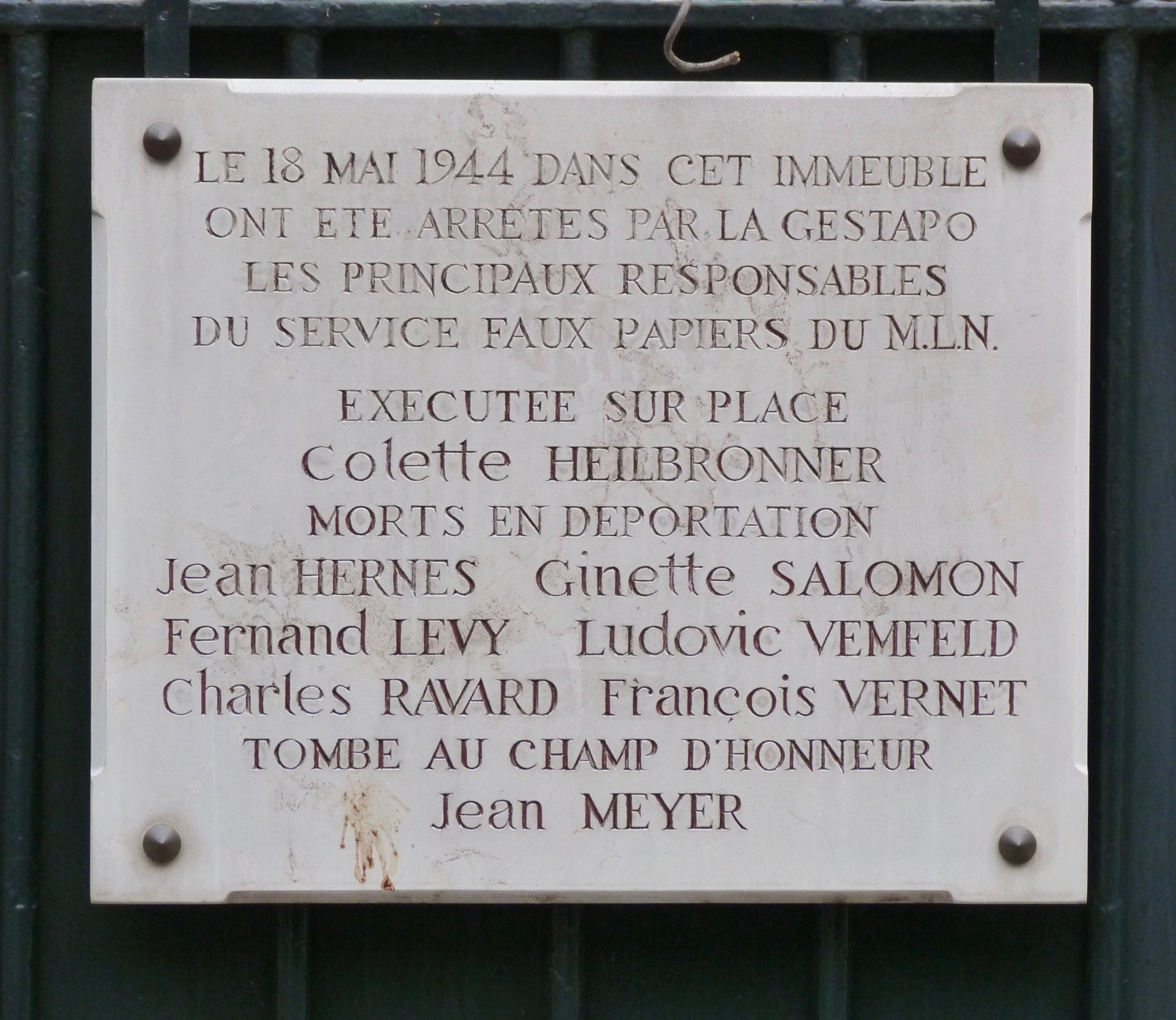
Plaque commémorative au no 25.

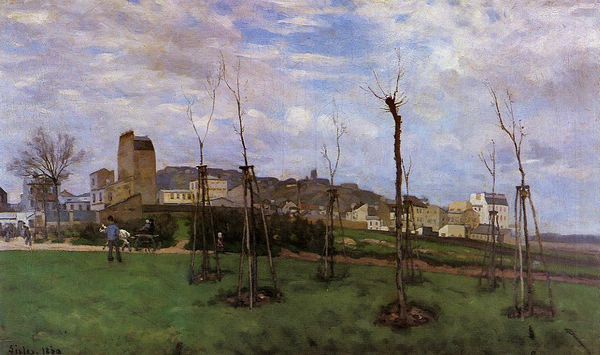
Vue de Montmartre, depuis la Cité des Fleurs aux Batignolles (1869) par Alfred Sisley, musée de Grenoble, alors que le quartier est encore peu construit.

Quand Alfred Sisley y habite dans les années 1860, c'est une banlieue campagnarde d'où l'on peut voir Montmartre, qu'il représente dans un tableau daté de 1869.
La cité des Fleurs a toujours été un lieu de mixité sociale. Au XIXe siècle, elle était très influencée par l'activité ferroviaire des usines du quartier Cardinet ; bon nombre d'ingénieurs ont fait construire de riches demeures dans cette cité. Une crèche de la compagnie des chemins de fer de l'Ouest y était implantée. La famille Goüin, constructrice de locomotives et autres matériels ferroviaires y possédait un grand pavillon pour héberger son personnel. Au XXe siècle, il existait encore la fabrique des caramels Valentin-Picard puis la fabrique des poupées Gerb's. 
Le 19 mars 1909, la pose de la première pierre de l'église Saint-Joseph-des-Épinettes eut une incidence sur la vie de la cité des Fleurs du fait de l'implantation d'un presbytère, de locaux paroissiaux et d'une congrégation religieuse en son sein. L'église, première construction de cette importance, entièrement en béton[source insuffisante], a été réalisée après la séparation de l'Église et de l'État, fut édifiée en un peu plus d'un an et consacrée par monseigneur Amette, archevêque de Paris, le 26 mai 1910.
Fin 1910, la paroisse achète un orgue de Cavaillé-Coll construit vraisemblablement en 1898 pour le salon de la comtesse Anna de Noailles. Ce bel instrument a été entièrement restauré par l'association des Amis de l'orgue grâce au concours de ses donateurs dans les années 2010.

## Bâtiments remarquables et lieux de mémoire
- Catherine Deneuve et sa sœur Françoise Dorléac sont nées respectivement en 1943 et 1942 dans l'une des deux cliniques de la cité des Fleurs[2].
- La cité des Fleurs a servi de lieu de tournage à la série Une famille formidable.
- no 21 : une plaque commémorative rend hommage au peintre Simon Hantaï, qui y vécut et y travailla de 1949 à 1966.
- no 25 : pendant la dernière guerre, la maison  a servi de relais au réseau Plutus pour la transmission des faux papiers pour la Résistance par le Mouvement de libération nationale (MLN), qui avait déménagé de Lyon. Arrêtés par la Gestapo le 18 mai 1944, les principaux membres du service ont été déportés. La responsable Colette Heilbronner a été assassinée sur place. Une plaque, régulièrement fleurie par la mairie et les anciens combattants, commémore cet événement.
- no 27 : Alfred Sisley, peintre impressionniste, y résida et y peint sa Vue de Montmartre, depuis la Cité des Fleurs aux Batignolles en 1869 (tableau conservé au musée de Grenoble)[3].
- no 32 : Lucien Fontanarosa (1912-1975) et Annette Faive (1911-1988), artistes français y installent leur atelier à partir de 1964.
- nos 52-54, la Croix-Rouge française y dispose d'un bâtiment qui abrite une crèche, un centre de formation des secouristes bénévoles de Paris et une annexe de l'Unité Locale du 17e arrondissement de Paris.
- no 56 : les artistes Gustave Nicolas Pinel et Norbert Gœneutte y résidèrent.
- no 59 : l'église Saint-Joseph-des-Épinettes y est aussi accessible.

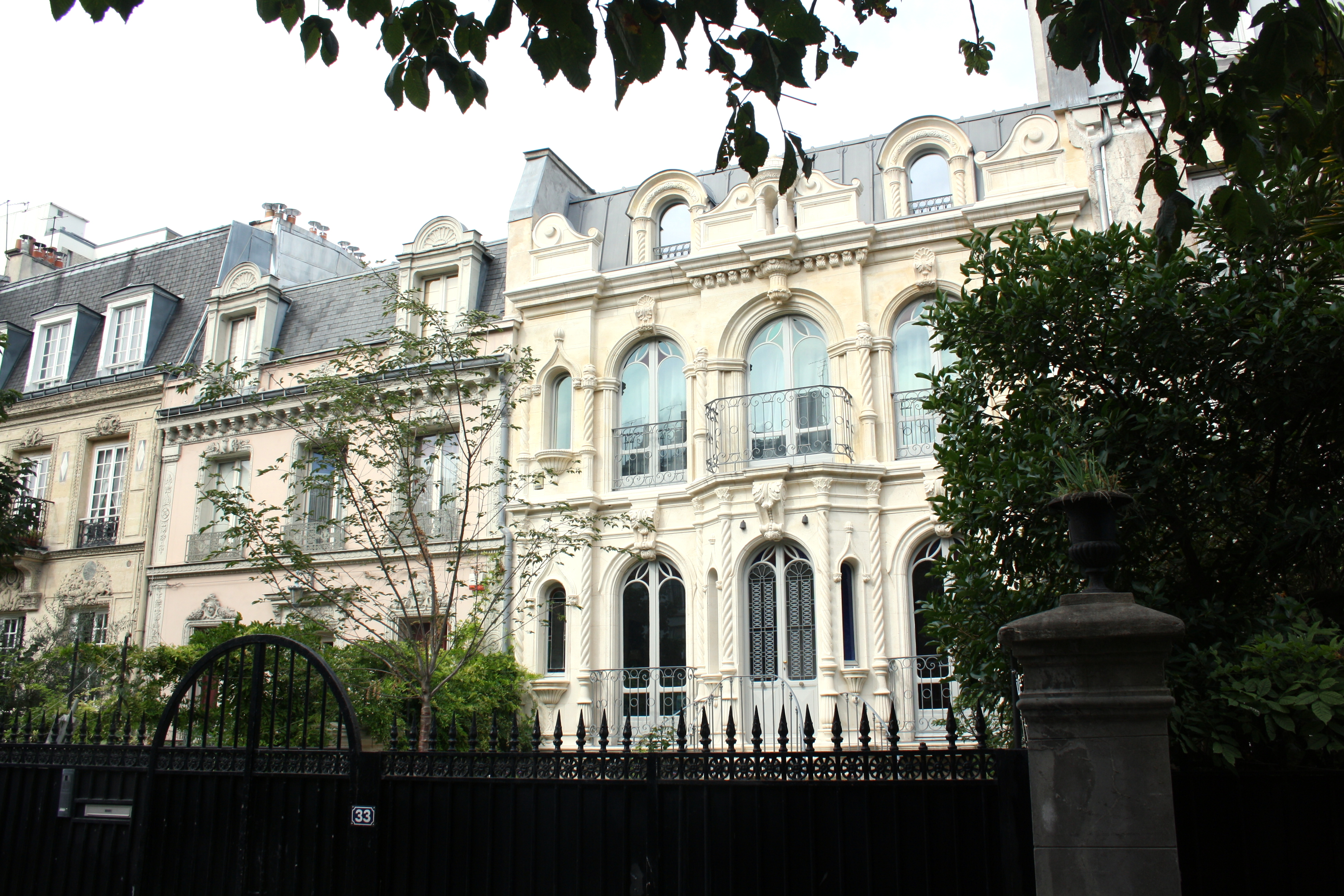
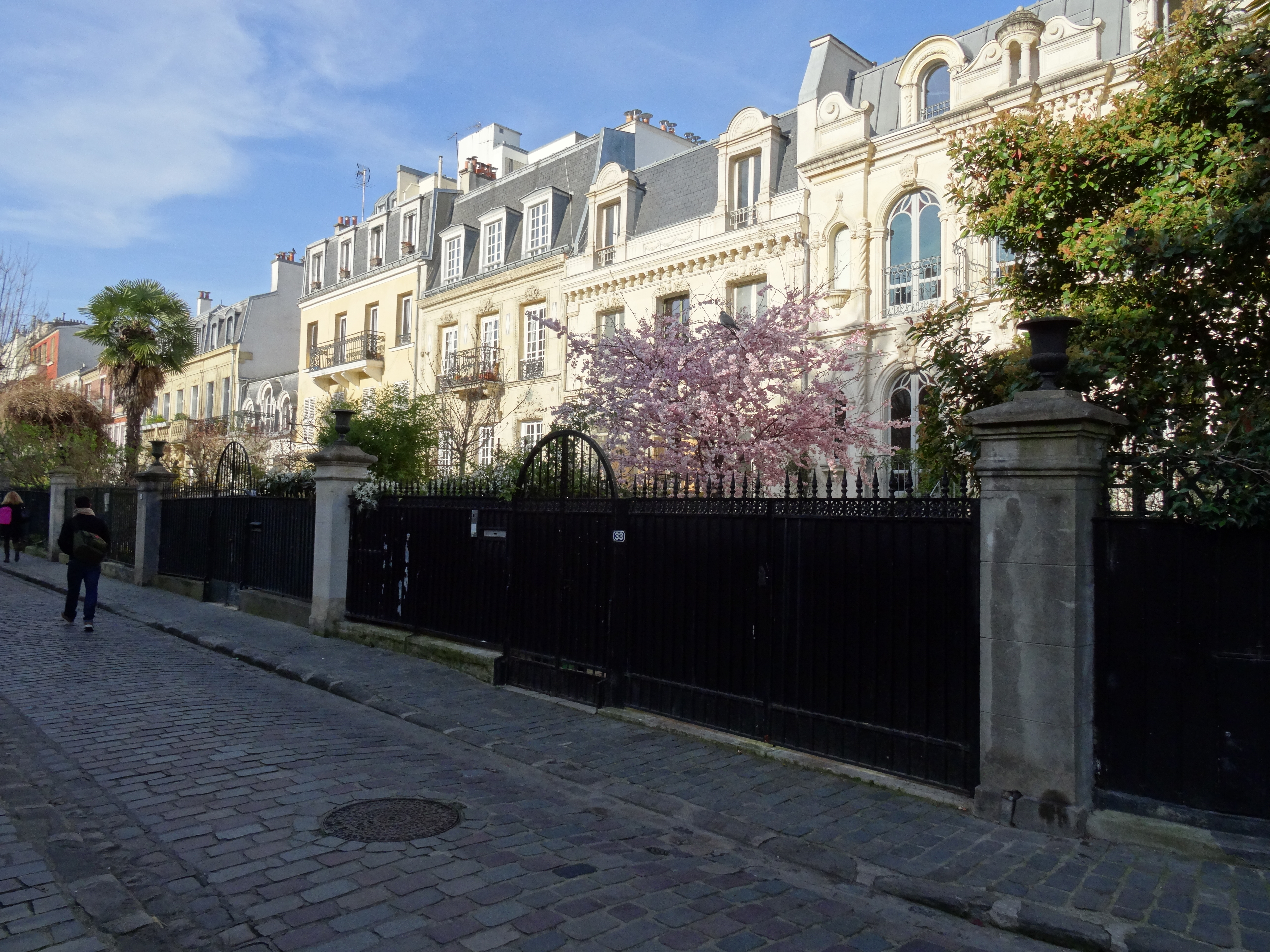
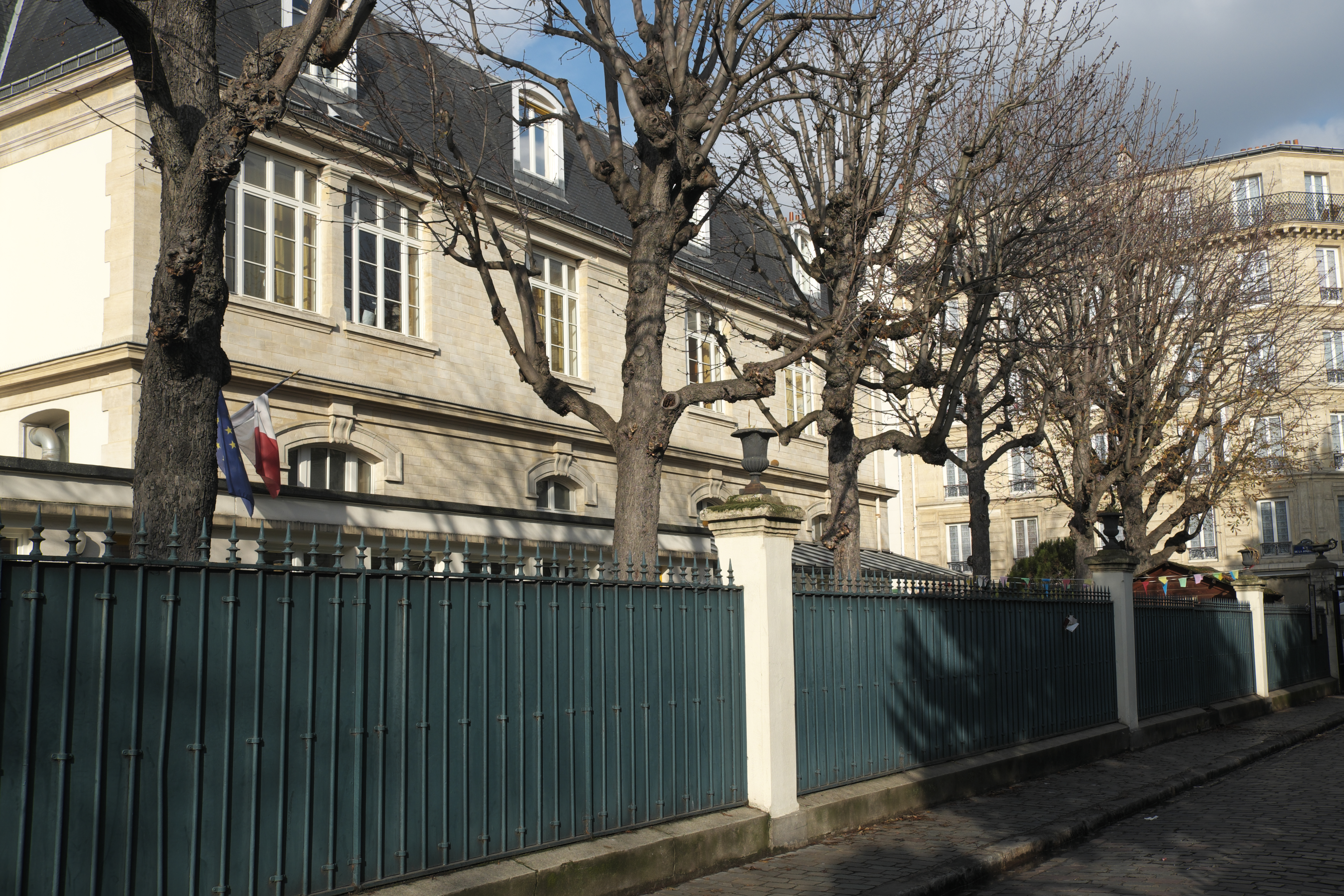
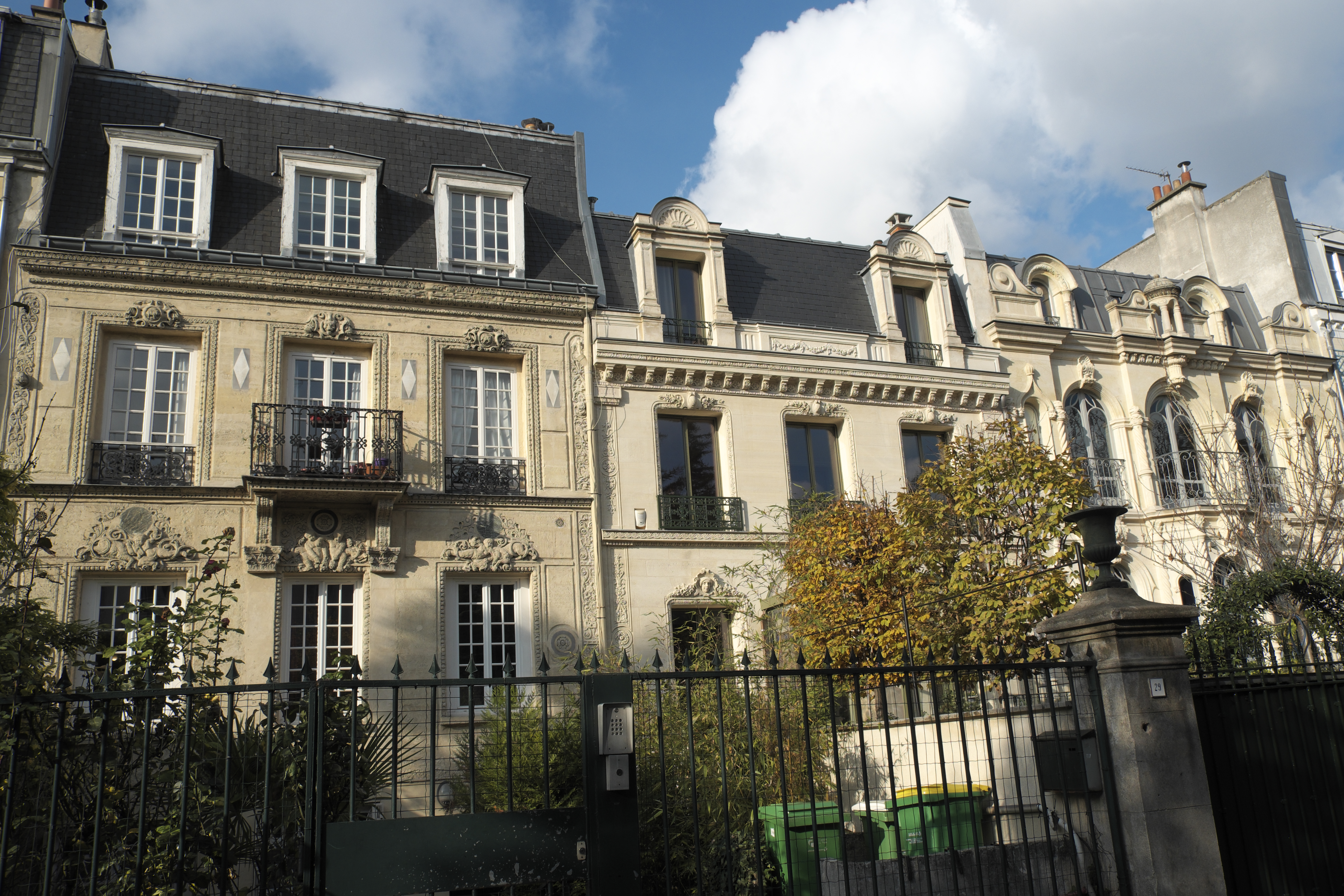
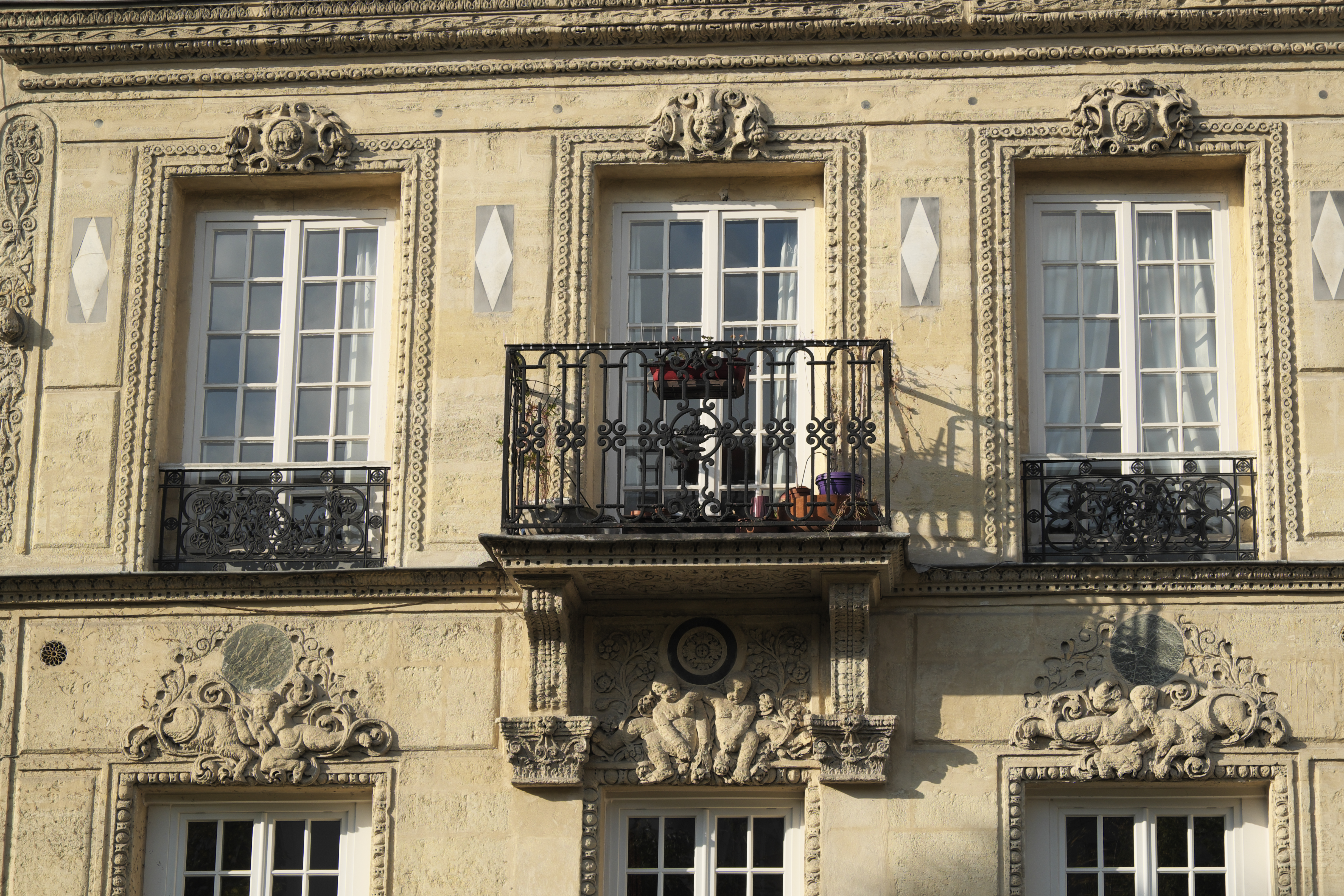
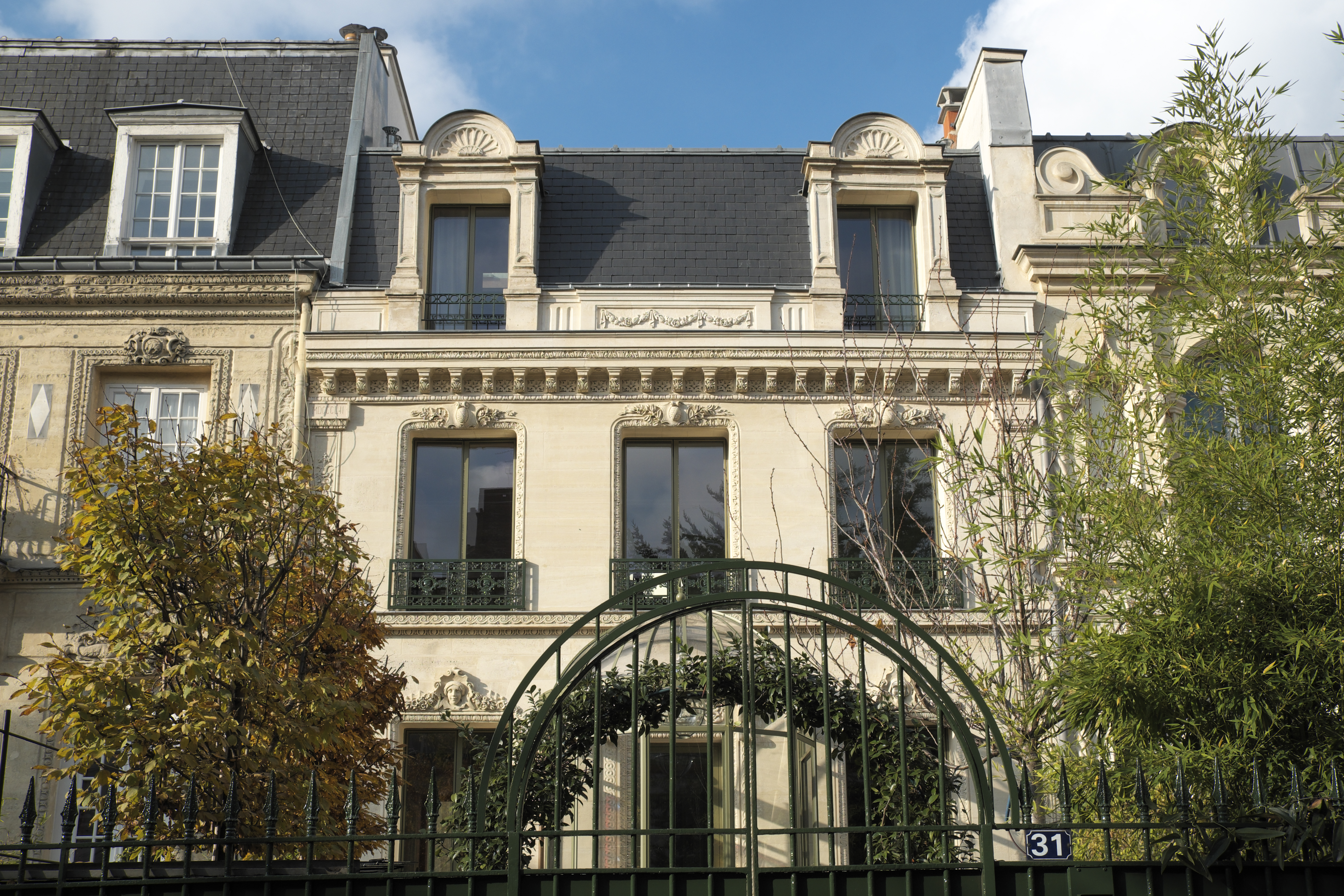
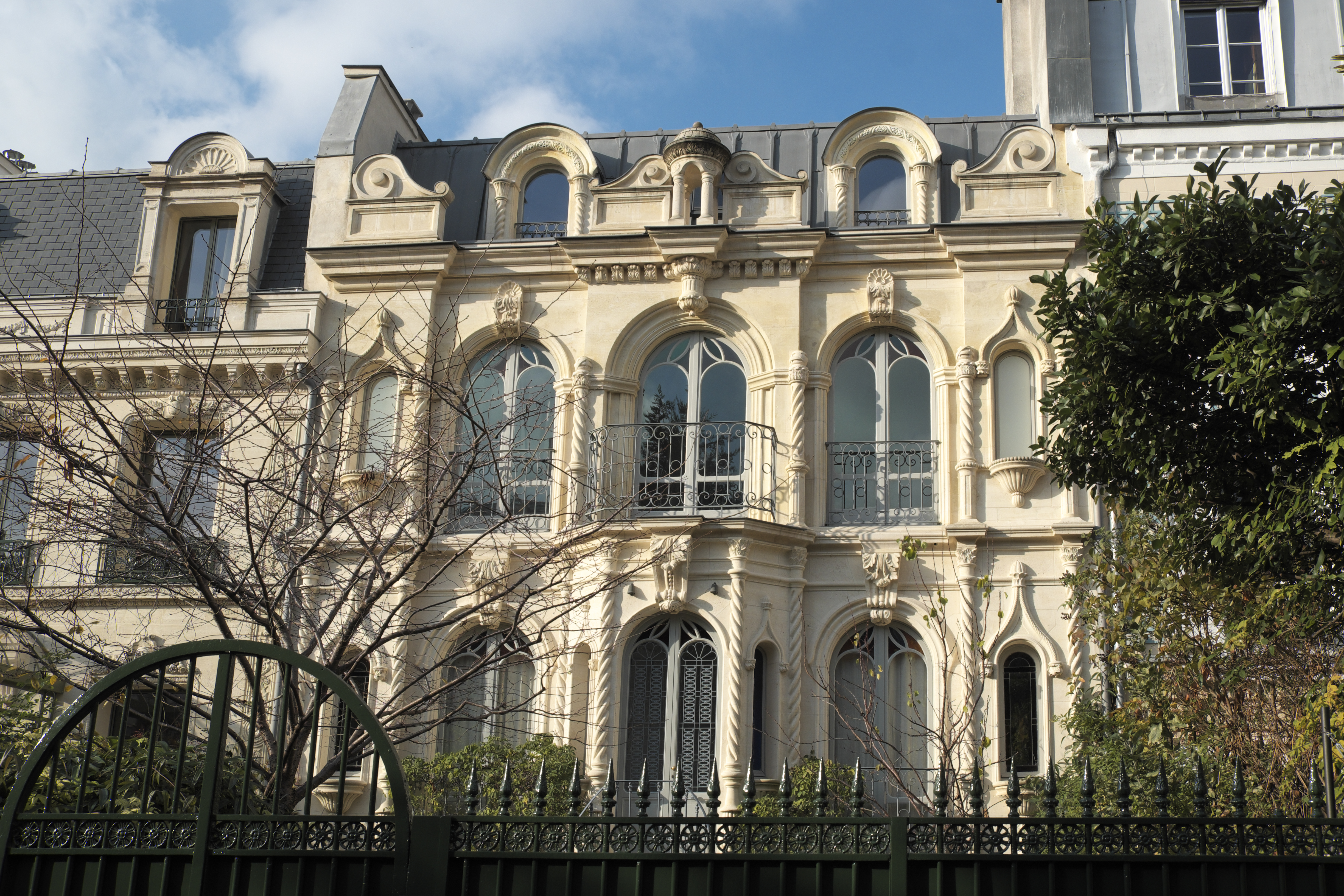
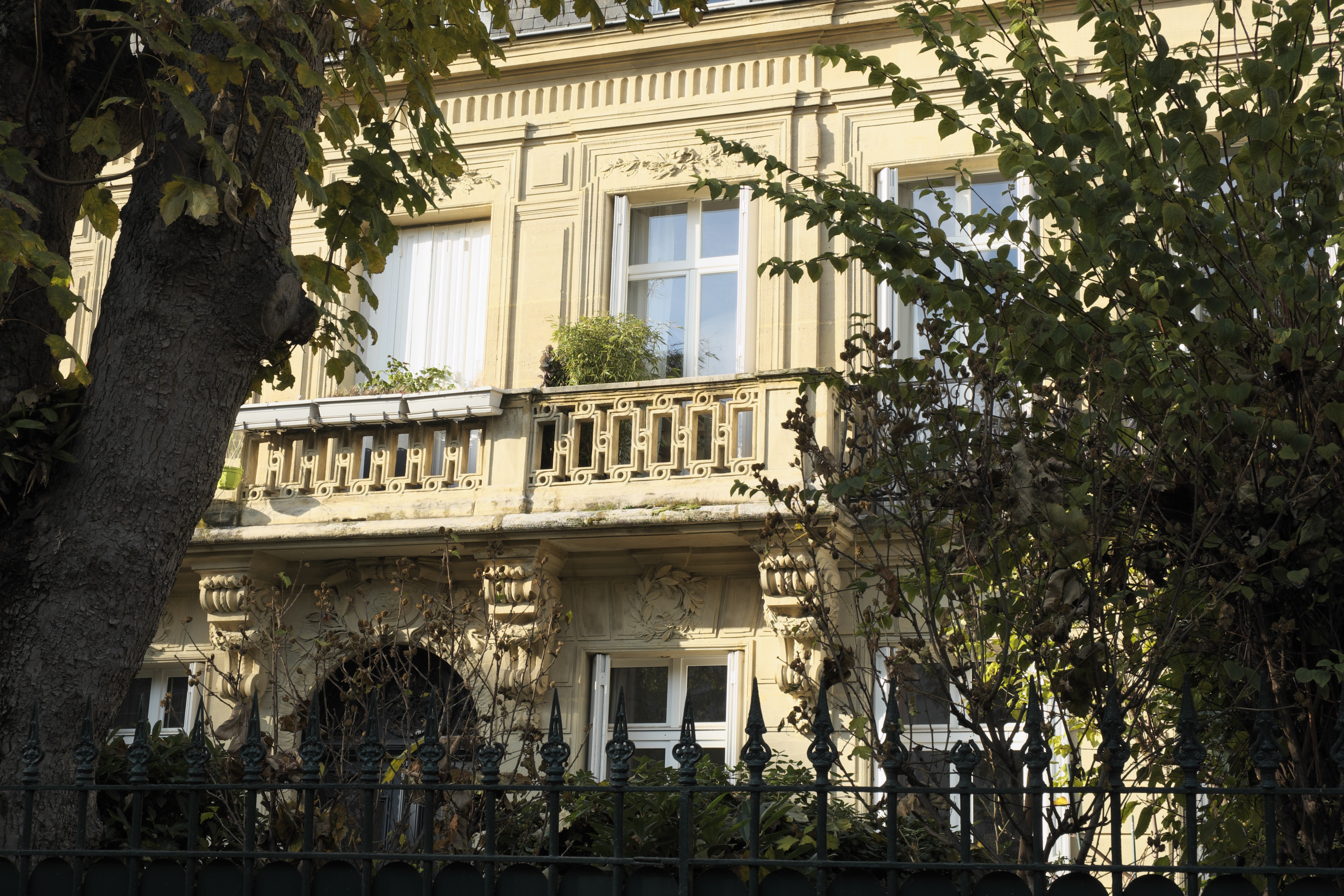
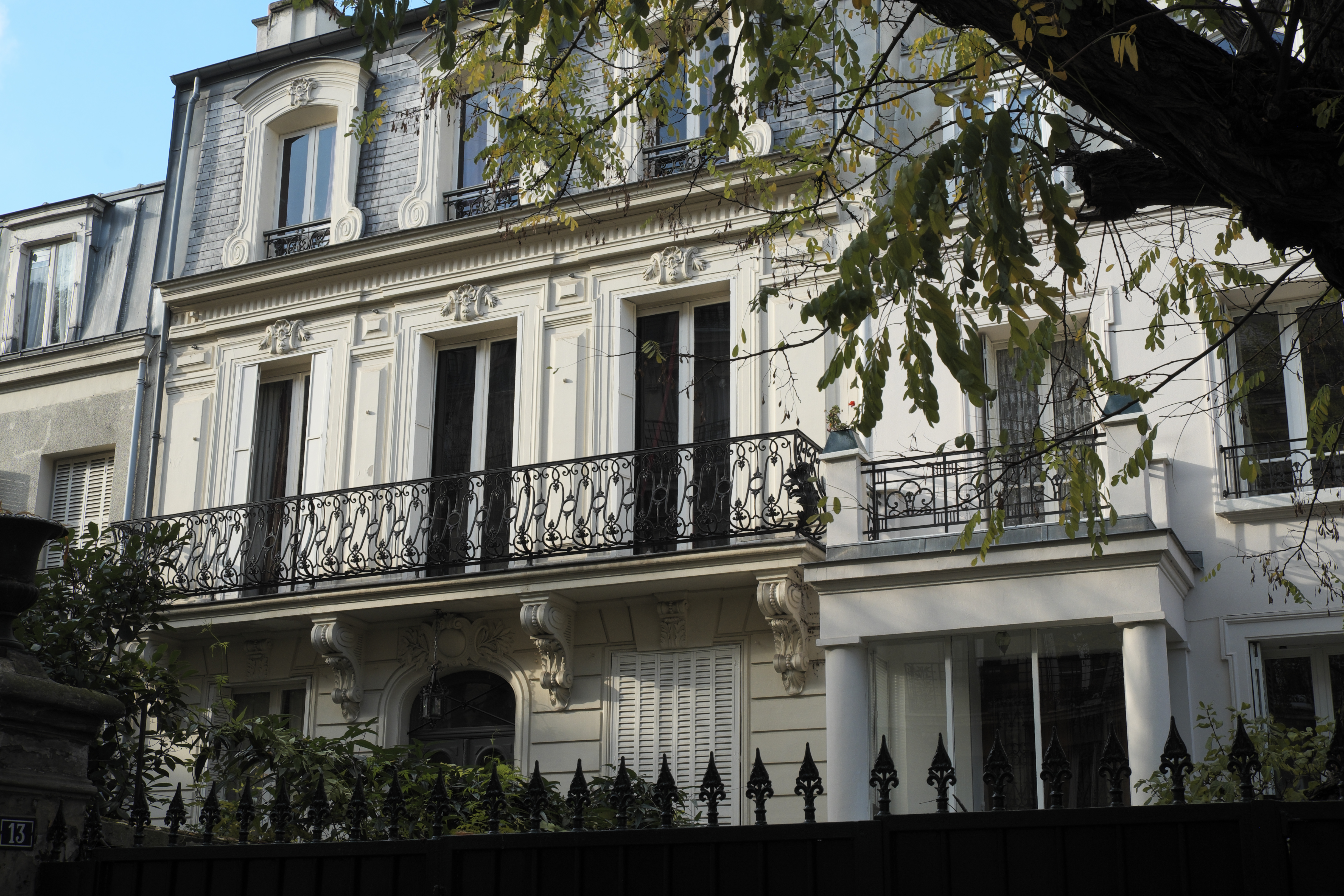
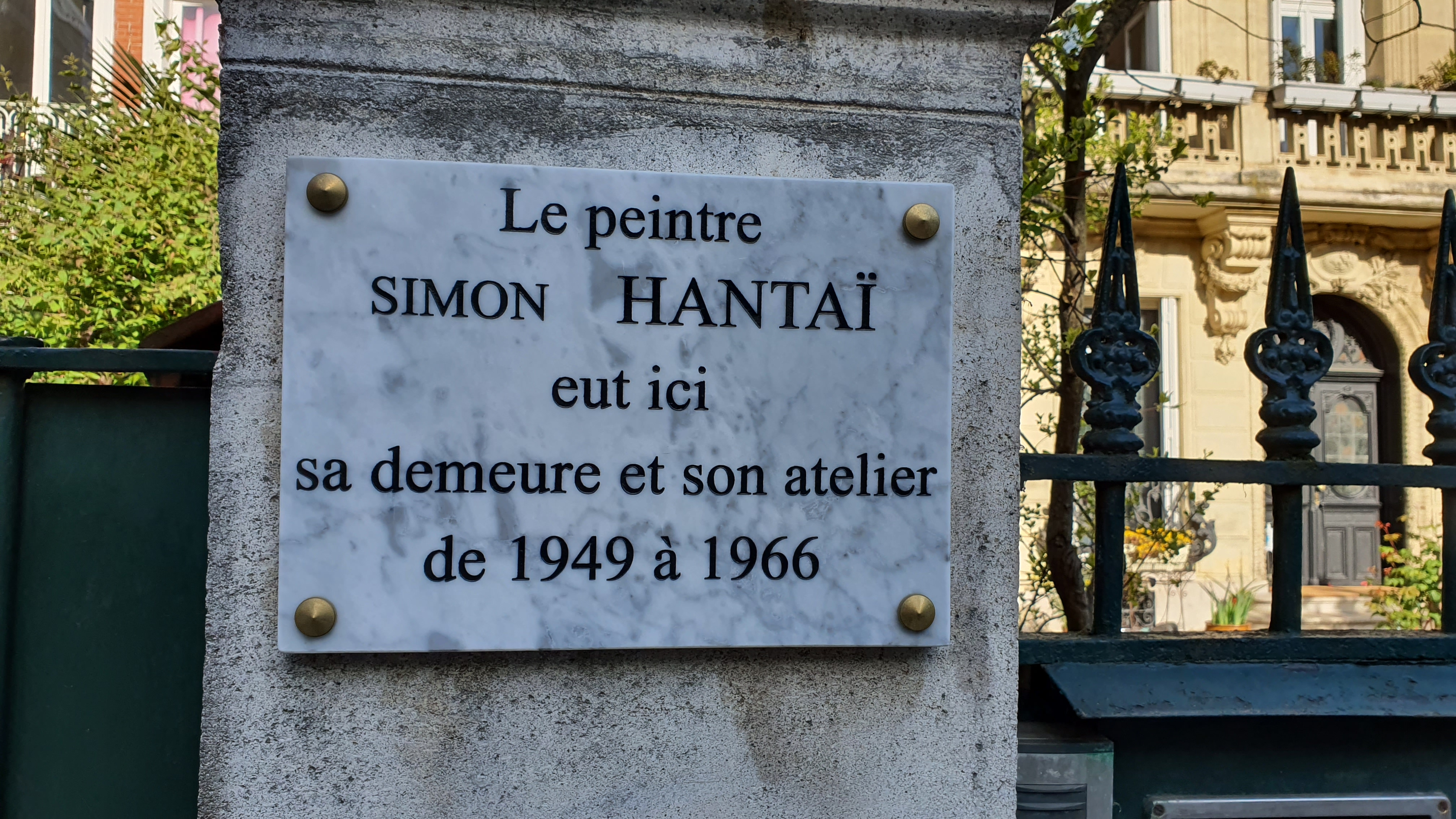
Plaque au no 21.